# 안드로이드 파이
안드로이드 9 "파이"(Android 9 "Pie", 개발 중 코드명: Android P)는 안드로이드 운영 체제 중 16번째 버전이자 9번째 주요 업데이트이다. 2018년 3월에 알파 품질의 개발자 프리뷰로 처음 출시되었으며, 2018년 8월 6일 정식 출시되었다. 파이 로고의 'P'는 숫자 '9'를 거꾸로 쓴 것이다.

## 역사
본래 "안드로이드 P"로 불렸던 안드로이드 파이는 2018년 3월 7일 구글에 의해 처음 발표되었으며, 최초 개발자 프리뷰가 같은 날 출시되었다. 베타 품질로 간주되는 두 번째 프리뷰는 2018년 5월 8일 출시되었다. 베타 2라는 이름의 세 번째 프리뷰는 2018년 6월 6일 출시되었다. 네 번째 프리뷰 베타 3는 2018년 7월 2일 출시되었다. 안드로이드 P의 마지막 베타는 2018년 7월 25일 출시되었다.
안드로이드 "P"는 2018년 8월 6일 "안드로이드 9 파이"라는 이름으로 공식 출시되었으며 처음에는 구글 픽셀 장치들과 원플러스 6를 대상으로 사용이 가능했다. 소니 엑스페리아 XZ3이 안드로이드 파이가 미리 설치된 최초의 장치였다.
구글은 안드로이드 파이의 라이트 버전인 안드로이드 9 파이(Go 에디션)을 가을에 출시할 예정이다.

## 반응
사용자들은 안드로이드 파이로 업그레이드한 이후 배터리 수명이 감소했다고 보고하고 있다.
갤러리 내에서 앨범 보기를 할 경우 디폴트 설정이 액자식 구성이 되어 있다. 커버 이미지는 엄청 크고 앨범 제목은 조그마해서 원하는 앨범을 찾기가 어렵다.
8.0에서는 갤러리 내의 설정에서 정렬 형태를 변경할 수 있었는데 9.0에서는 보이지 않는다.
단, 화면을 두 손가락으로 축소하면 앨범 정렬 형태가 바뀐다. 축소 또는 확대로 커버 이미지를 작게 만들 수 있다.

## 같이 보기
- 안드로이드 버전 역사